# Lingolsheim
Lingolsheim es una comuna de Francia del departamento de Bajo Rin (Bas-Rhin), en la región de Alsacia. Forma parte de la Comunidad urbana de Estrasburgo.

## Demografía
| 520 | 555 | 669 | 738 | 850 | 880 | 1 005 | 1 050 | 1 080 | 1 157 | 1 231 | 1 341 | 1 442 | 1 436 | 1 473 | 1 707 | 1 784 | 1 879 | 1 995 | 2 298 | 2 256 | 2 938 | 3 631 | 4 687 | 4 802 | 5 236 | 7 738 | 8 287 | 10 479 | 14 688 | 16 480 | 16 860 | 16 954 |
| Para los censos de 1962 a 1999 la población legal corresponde a la población sin duplicidades (Fuente: INSEE [Consultar]) |     |     |     |     |     |       |       |       |       |       |       |       |       |       |       |       |       |       |       |       |       |       |       |       |       |       |       |        |        |        |        |        |